# 寝言
寝言（ねごと）とは、睡眠時に言葉を発する行動。転じて、愚にも付かない戯言を指す場合にもこう形容する。
一般的に多くの人に見られる症状で年間50％の幼児に見られる。睡眠関連うなり声、夜中に叫び声をあげる夜驚症などのような睡眠時随伴症の一種。たいていは無害で治療の必要性はないが、レム睡眠行動障害、恐眠症などの場合は叫び声を上げながら暴れる場合がある。
睡眠中の無意識状態で発する言葉を指し、言葉を発している本人には意識が無いことから、記憶に残らない場合がほとんどである。睡眠ポリグラフ検査で寝言と睡眠状態を確認しても、夢を見ている状態であるレム睡眠中だけではなく、浅いノンレム睡眠や深いノンレム睡眠（徐波睡眠）中でも発していることが分かっている。
手話を使える人は、寝ている最中に寝手話を用いている。
動物でもある程度の知能があるものは夢を見ることが知られているが、その夢に影響されるのか、寝ながら鳴く個体も見られる。

## 誘発要因
- 薬の副作用[3]
- ストレス[3]
- 発熱（熱せん妄）[3]
- 精神疾患[3]（心的外傷後ストレス障害[7]）
- 薬物乱用（カフェイン、アルコールなど睡眠の質を下げるもの）[3]

## 文化
寝言に関連したことわざとして、「唐人の寝言（何を言っているのかわからない）」がある。
「寝言に返事をしてはいけない」とされるが、答えると相手の睡眠の質を下げてしまう場合があるため避けた方がよいとされる。